# پری‌شاهرخ تاج‌نارنجی
پری‌شاهرخ تاج‌نارنجی (نام علمی: Icterus auricapillus) نام یک گونه از سرده پری‌شاهرخ بر جدید است.